# Professor Columbus
Professor Columbus is een Nederlands-Duitse film uit 1968 in zwart-wit, gebaseerd op een scenario van Rainer Erler en Guido Baumann naar een novelle van laatstgenoemde. Rainer Erler deed de regie en Fred Tammes was cameraman. De film heeft als alternatieve titels Alle hens aan dek en Laten we lief zijn voor elkaar. Met de titel wordt verwezen naar de naïeve hoofdpersoon, die denkt het allemaal wel even te regelen.

## Verhaal
De archivaris Colbus vindt plotseling tijdens zijn werkzaamheden aandelen van een zowat failliet vrachtschipbedrijf. Dit bedrijf is gespecialiseerd in het vangen en doden van walvissen. Eerst wil Colbus het verkopen voor veel geld, maar hij komt er al gauw achter dat alles waardeloos is. Dan vragen een paar hippies of ze gebruik van zijn schip kunnen maken om te demonstreren op het water. Colbus stemt hiermee in, maar door zijn stuurmanskunsten krijgt hij problemen en zet de politie de achtervolging in op het schip de Walburgia IIV.

## Rolverdeling
| Acteur           | Personage |
| ---------------- | --------- |
| Rudolf Platte    | Colbus    |
| Jeroen Krabbé    | Jan       |
| Gerard de Groot  |           |
| Ankie van Amstel | Ankie     |
| Phil Bloom       |           |